# Синодов, Юрий Сергеевич
Ю́рий Серге́евич Сино́дов — российский интернет-журналист, создатель сайта Roem.ru, директор по развитию новостного агрегатора СМИ2.

## Биография
Родился 30 декабря 1981 года в Подольске Московской области. С 1999 по 2002 год учился в МГТУ им. Баумана.

## Карьера

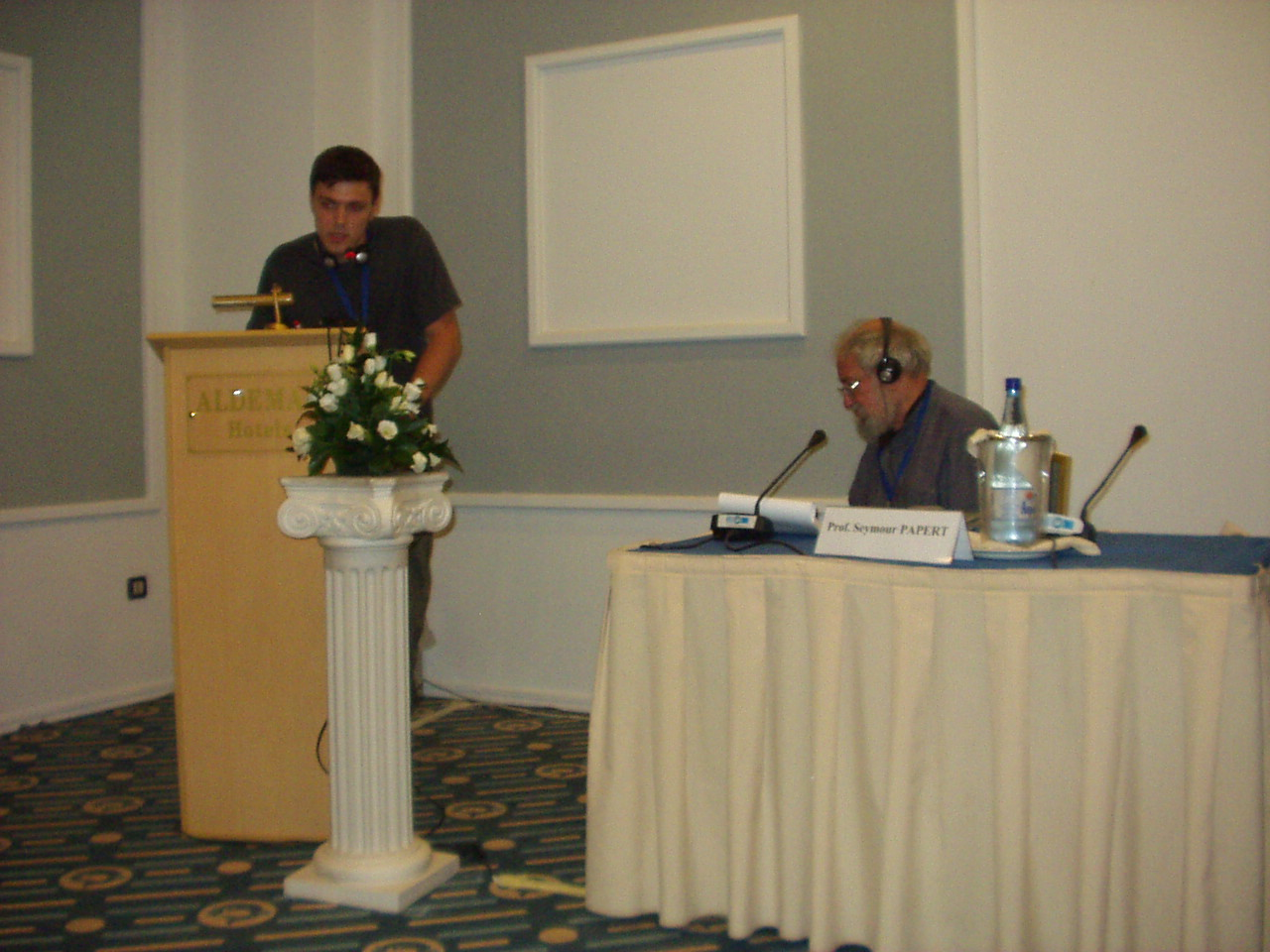
Юрий Синодов и Сеймур Паперт в 2006 году на форуме «Диалог цивилизаций»

Сайт Roem.ru был запущен в конце 2007 года. На конкурсе РОТОР-2008 сайт занял второе место в номинации «Открытие года», а Юрий Синодов признан журналистом и редактором года. До начала работы над сайтом Юрий Синодов был заместителем главного редактора «Вебпланеты», до этого работал в проекте о здоровье «Медмедиа», совладельцем которого являлась генеральный директор Ленты.ру Юлия Миндер.
Был ведущим передачи «Интервью. Net» на канале Вести-24.
С ноября 2014 г. по март 2015 г. работал заместителем главного редактора Rbc.ru, входящего в медиахолдинг РБК.
В 2015 году также работал в компании Travel.ru, после чего самостоятельно занялся медиаконсалтингом.
Всё это время участвует в управлении сайтом Roem.ru (совместно с Игорем Ашмановым) и периодически там публикуется.
Член правления РОЦИТа.

## Награды
- 2011 — премия «РОТОР» в номинации «редактор года»[9].